# Pedri
Pedro González López (Bajamar, 2002. november 25. –), ismertebb nevén Pedri, Európa-bajnok spanyol válogatott labdarúgó, középpályás. A La Ligában szereplő FC Barcelona játékosa. A 2021-es év Raymond Kopa-díj és a Golden Boy-díj győztese.

## Pályafutása
Tegueste városában, Tenerife tartományban, a Kanári-szigeteken született. 2018-ban igazolt a CF Juventud Lagunától a Las Palmas ifjúsági csapatához.

### Las Palmas
2019. július 15-én, mindössze 16 évesen négyéves szerződést kötött a csapattal. A bemutatkozásra nem sokat kellett várni, augusztus 18-án a spanyol másodosztály első fordulójában, az SD Huesca elleni 1–0-s hazai vesztes mérkőzésen debütált az együttesben. Az első gólját szeptember 19-én, a Sporting de Gijón elleni 1–0-s hazai mérkőzésen szerezte meg. Ezzel ő lett a csapat, és a bajnokság legfiatalabb gólszerzője; 16 évesen, és 298 naposan.
2020. január 11-én a Spanyol Kupában a CD Badajoz elleni 2–1-s visszavágó mérkőzésen mutatkozott br.

### FC Barcelona
2019. szeptember 2-án a Las Palmas csapatával megegyeztek, hogy a következő szezontól megvásárolják. A kivásárlási ára 5 millió euró volt.

##### 2020–21
2020. szeptember 27-én debütált a csapatban és a La Ligában  a Villarreal elleni 4–0-s hazai összecsapáson, csereként a 70. percben állt be Philippe Coutinhót váltva.
A Celta Vigo idegenbeli és a Sevilla elleni hazai találkozón Ronald Koeman még csereként küldte pályára, majd a 6. fordulóban a Getafe elleni 1–0-s vendégbeli mérkőzésen kezdett először a csapatban.  
Október 20-án szerepelt először a Bajnokok Ligájában a 63. percben Ansu Fati-t váltotta, a 82. percben Ousmane Dembélé asszisztja után a csapatban megszerezte az első gólját a Ferencváros elleni 5–1-s hazai mérkőzésen. Ezzel Ansu Fatival történelmet írtak, ugyanis egy mérkőzésen két 17 éves gyermek/játékos gólt szerzett a Bajnokok Ligájában. 
Négy nappal később élete első El Clásicoját játszotta a Real Madrid elleni 1–3-s összecsapásán. Ugyancsak négy nappal később a Juventus elleni BL-találkozón játszott végig egy mérkőzést az együttesben.  November 7-én jegyezte első gólját a bajnokságban, a Real Betis elleni 5–2-s hazai találkozón. 
December 12-én első asszisztját a Real Valladolid elleni 0–3-s idegenbeli bajnokin jegyezte a 65. percben, amit Lionel Messi értékesített.
2021. január 6-án az Athletic Bilbao vendégeként megszerezte a harmadik gólját a klub színeiben, és gólpasszt jegyzett, a 14. percben az egyenlítő gólt fejelte, míg a 38. percben a vezetőgólnál Lionel Messinek adta az asszisztot. 
Január 13-án lépett először pályára Supercupa mérkőzésen, az elődöntőben kezdőként 97. percet játszott a Real Sociedad ellen. Január 17-én a döntőt az Athletic Bilbao ellen játszották, ahol a rendes játékidőt követően vesztették el a mérkőzést.
Január 21-én debütált a Copa del Rey-ben az UE Cornellà vendégeként a 0–2-s mérkőzésen. A két gólnál kivette részét, előbb a 92. percben Ousmane Dembélének, majd a 120+1-ben Martin Braithwaite-nek adott asszisztot.
Március 10-én a Paris Saint-Germain ellen a BL-ben, 5 nap múlva a Huesca ellen, mind a két meccsen gólpasszt jegyzett, Lionel Messi-t, és Antoine Griezmann-t szolgálta ki.
Április 17-én spanyol kupagyőztes lett, miután a döntőben legyőzték 4–0-ra az Athletic Bilbao csapatát. Május 8-án az Atlético de Madrid elleni 0–0-s bajnokin 50. alkalommal lépett pályára a Barcelona színeiben, ezáltal ő lett a második legfiatalabb játékos; 18 évesen, és 164 naposan, aki elérte ezt a mérföldkövet Bojan Krkić után. 
Az utolsó gólját a 36. fordulóban szerezte Levante vendégeként, a 3–3-s bajnoki második találatát jegyezte. 
A következő héten lépett pályára utoljára a idényben, a Celta Vigo ellen május 16-án.
Ebben a kiírásban 52-szer lépett pályára, 4 gólt, és 6 asszisztot szerzett.

##### 2021–22
Az idény első tétmérkőzésén augusztus 15-én a La Liga nyitófordulójában lépett pályára hazai környezetben a Real Sociedad elleni 4–2-n.
A klub hosszabb pihenőre elküldte Pedrit, mivel az előző szezonban több mint 60 tétmérkőzésén vett részt, és kisebb sérülése is volt neki.
2021. október közepén további ötéves szerződést kötöttek vele, mely tartalmazott egy 1 milliárd eurós kivásárlási záradékot.
2022. január 12-én tért vissza a Supercopa mérkőzésen a Real Madrid ellen. 
Az idény első találatát az Athletic Bilbao vendégeként szerezte a 3–2-s kupameccsen.
Február 13-án az RCD Espanyol ellen a 75. másodpercben góllal volt eredményes, ezáltal ő lett a barcelonai rangadók 21. századának leggyorsabb gólszerzője. Február 17-én lépett pályára első alkalommal az Európa Ligában a 2021/22-es idény kieséses szakaszában az SSC Napoli elleni 1–1-s hazai találkozón.
Három nap múlva első gólpasszát szerezte a Valencia ellen a 63. percben Pierre-Emerick Aubameyang számára.
Március 17-én mesteri gólt szerzett a Galatasaray otthonában az 1–2-s EL visszavágón, Pedri a 37. percben a tizenhatoson belül két védőt elfektetve a kapu jobb oldalába lőtt, ezzel 1–1, a találkozó végén továbbjutottak a negyeddöntőbe.
Áprilisban a Sevilla elleni 1–0-s és a következő fordulóban a Levente elleni 2–3-s idegenbelin egy-egy góllal volt eredményes, utóbbi mérkőzésen lépett pályára utoljára az idényben.
Összesen 22 tétmeccsen lépett pályára, ezeken 5 gólt, egy asszisztot jegyzett.

##### 2022–23
2022. augusztus 13-án a bajnokság nyitófordulójában a Rayo Vallecano elleni gólnélküli mérkőzésen lépett pályára. A harmadik fordulóban volt eredményes a Real Valladolid elleni 4–0 során, a második gólt szerezte a 43. percben. Október 9-én a Celta Vigo, november 8-án az Osasuna, az újévben pedig a Getafe ellen is gólt szerzett. 2023. január 28-án, a Girona ellen 1–0-ra megnyert bajnokin játszotta 100. mérkőzését a katalánok színeiben, amelyen gólt is szerzett és emellett a meccs legjobb játékosának járó díjat is elnyerte.
Február 12-én ismét győztes gólt szerzett, és a mérkőzés legjobb játékosának választották a Villarreal elleni 1–0-s bajnokin.

## Válogatott karrier

### Spanyolország
Részese volt a 2019-es U17-es labdarúgó-világbajnokságnak, ahol a negyeddöntőig jutottak. Ötször lépett pályára és két asszisztot készített elő.
Az U18-ban kétszer kapott lehetőséget barátságos találkozón és 1 gólt szerzett. Míg az U19-ben egy barátságos mérkőzést játszott.
2020. szeptember 3-án játszotta az első spanyol U21-es mérkőzését, az Észak-Macedónia idegenbeli 0–1-s Európa-bajnoki selejtező összecsapáson. Az utolsó 20 percben, Andrés Martínt váltotta. A soron következő feröeriek és kazahok elleni találkozón szintén kapott csereként játéklehetőséget.

### A felnőttcsapatban
2021. március 15-én Luis Enrique hívta be először a felnőttválogatottba, a 2022-es világbajnoki selejtező első három mérkőzéseire, a csapat 23-fős keretébe.
Tíz nappal később csereként debütált a Görögország elleni 1–1-es mérkőzésen, a 64. percben Dani Olmo-t váltotta a csoportkör első körének összecsapásán. Három nappal később, március 28-án kezdőként szerepelt, a Grúzia elleni mérkőzésén, ahol végigjátszotta a találkozót.
A harmadik, Koszovó elleni találkozón gólpasszt jegyzett, amit a 36. percben Ferrán Torres értékesített a 3–1-s hazai összecsapáson. 2022. november 11-én Luis Enrique nevezte a csapat 26-fős keretébe a 2022-es katari világbajnokságra.

#### Euro 2020
2021. május 24-én beválogatták a 2020-as Európa bajnokságra a csapat 24-fős keretébe. 
Június 14-én a csoportkör első mérkőzésen Svédország ellen rögtön rekordot döntött; 16 évesen 6 hónaposan, és 18 naposan ő lett a legfiatalabb játékos, aki Spanyolországot képviselete az Európa Bajnokság történetében. Miguel Tendillo 1980-as rekordját írta felül.
Június 28-án Horvátország ellen, Pedri lett a Európa Bajnokságok kieséses szakaszának valaha volt legfiatalabb játékosa.
Pedri öngóljával szerzett vezetést az ellenfél a 20. percben, és végigjátszotta az 5–3-ra nyert összecsapást ami 2×15 perces hosszabbítással ért véget.
A tornán a hat meccsből egy perc kivételével mind a hat találkozót végigjátszotta, és nagy szerepe volt Spanyolország elődöntőbe jutásának, ahol Olaszország ellen a 90. percig 1–1, majd a büntetők után 5–3-ra kikaptak. A találkozón 66 passzból 65-öt teljesített.
Elnyerte a 2020-as Európa Bajnokság legjobb fiatal játékosának járó díjat, és bekerült egyetlen spanyolként a tornacsapatba.

#### 2020-as nyári olimpia
2021. június 29-én beválogatták a csapat 22-fős keretébe a Tokióban megrendezett, 2020 évi nyári olimpiára.
Az első mérkőzése július 17-én volt, a Japán elleni 1–1-s barátságos találkozón. Öt nappal később játszotta első tétmeccsét Egyiptom ellen az Olimpiai játékokon. Július 28-án az Argentína elleni döntetlenre végződő találkozó után elsőként jutottak tovább a csoportban, így a negyeddöntőben Elefántcsontpartot kapták meg ellenfélnek, amely mérkőzés hosszabbítás után 5–2-s továbbjutást eredményezett. Az elődöntőben a házigazda Japánok voltak az ellenfelek, amely mérkőzés 1–0-s győzelemmel ért véget. Augusztus 7-én Brazília ellen a döntőt elveszítették, így ezüstérmesekként zárták a 2020 évi. nyári olimpiát.

#### 2022-es világbajnokság
2022. november 11-én bekerült a Luis Enrique által a 2022-es katari világbajnokságra küldött 26 fős keretbe.
A VB-n 2022. november 23-án, a Costa Rica ellen 7–0-ás győzelemmel zárult találkozón debütált. A másik két – Németország és Anglia elleni – csoportkörmérkőzésen is pályára lépett. A világbajnokságtól a Marokkó ellen büntetőpárbajjal 3–0-ra elvesztett mérkőzésen búcsúztak.

## Statisztika
2023. november 14-i állapot szerint.
| Klub             | Szezon           | Bajnokság        | Bajnokság | Bajnokság | Kupa  | Kupa  | Nemzetközi | Nemzetközi | Egyéb | Egyéb | Összes | Összes |
| Klub             | Szezon           | Liga             | Mérk.     | Gólok     | Mérk. | Gólok | Mérk.      | Gólok      | Mérk. | Gólok | Mérk.  | Gólok  |
| ---------------- | ---------------- | ---------------- | --------- | --------- | ----- | ----- | ---------- | ---------- | ----- | ----- | ------ | ------ |
| Las Palmas       | 2019/20          | Segunda División | 36        | 4         | 1     | 0     | —          | —          | —     | —     | 37     | 4      |
| Las Palmas       | Összesen         | Összesen         | 36        | 4         | 1     | 0     | —          | —          | —     | —     | 37     | 4      |
| Barcelona        | 2020/21          | La Liga          | 37        | 3         | 6     | 0     | 7          | 1          | 2     | 0     | 52     | 4      |
| Barcelona        | 2021/22          | La Liga          | 12        | 3         | 1     | 1     | 8          | 1          | 1     | 0     | 22     | 5      |
| Barcelona        | 2022/23          | La Liga          | 26        | 6         | 1     | 0     | 6          | 0          | 2     | 1     | 35     | 7      |
| Barcelona        | 2023/24          | La Liga          | 24        | 4         | 2     | 0     | 6          | 0          | 2     | 0     | 34     | 4      |
| Barcelona        | 2024/25          | La Liga          | 20        | 4         | 2     | 0     | 7          | 0          | 2     | 0     | 31     | 4      |
| Barcelona        | Összesen         | Összesen         | 119       | 20        | 12    | 1     | 34         | 2          | 9     | 1     | 174    | 24     |
| KARRIER ÖSSZESEN | KARRIER ÖSSZESEN | KARRIER ÖSSZESEN | 155       | 24        | 13    | 1     | 34         | 2          | 9     | 1     | 211    | 28     |

Jegyzetek
1. 1 2 3  Mérkőzése(i) a Bajnokok Ligájában
2. 1 2 3 4 5  Mérkőzése(i) a Supercopa-ban
3. ↑  A(z) Bajnokok Ligájában: kétszer, a(z) Európa Ligában: hatszor lépett pályára; egy gólt szerzett
4. ↑  A(z) Bajnokok Ligájában: ötször, a(z) Európa Ligában: egyszer lépett pályára

### A válogatottban
2022. december 15-i állapot szerint.
| Spanyolország | Spanyolország | Spanyolország |
| Év            | Mérk.         | Gólok         |
| ------------- | ------------- | ------------- |
| 2021          | 10            | 0             |
| 2022          | 8             | 0             |
| 2024          | 12            | 2             |
| Összesen      | 30            | 2             |

## Sikerei, díjai
- FC Barcelona
  - La Liga: 2022–2023,[29] 2024–2025
  - Copa del Rey: 2020–2021, 2024–2025
  - Supercopa de Espana: 2022–2023, 2024–2025

- Spanyolország
  - Olimpia: [[Labdarúgás a 2020. évi nyári olimpiai játékokon|2 helyezett; 2020 (2021)]]
  - Európa-bajnokság: 2024

### Közösségi platformok
- Pedri az Instagramon
- Pedri a Twitteren

### Egyéb weboldalak
- Pedri adatlapja a(z) Barcelona weboldalán (angolul)
- Pedri adatlapja a(z) La Liga weboldalán (angolul)
- Pedri adatlapja a Transfermarkt oldalon (angolul)
- Pedri adatlapja a Soccerway oldalon (angolul)